# آنا باروس (كرة يد)
آنا باروس (بالبرتغالية: Ana Barros‏) مواليد 16 فبراير 1993، هي لاعبة كرة يد أنغولية تلعب كمحور. مثلت منتخب أنغولا لكرة اليد للسيدات. شاركت في دورة الألعاب الأولمبية الصيفية سنة 2012.

## سجل المنافسة
شاركت في البطولات التالية:
- الألعاب الأولمبية الصيفية 2012

## وصلات خارجية
- آنا باروس على موقع اللجنة الأولمبية الدولية (الإنجليزية)
- آنا باروس على موقع أوليمبيديا (الإنجليزية)